# Lomaland
Als Lomaland wurde ein Gelände im kalifornischen Point Loma bei San Diego bezeichnet. Hier hatte Katherine Tingley um 1900 eine theosophische Gemeinschaft ins Leben gerufen, die ebenso soziale und erzieherische Aufgaben wahrnahm. Bis 1942 war auch das Hauptquartier der Theosophischen Gesellschaft in Amerika (TGinA) dort situiert und ein theosophisches Weltzentrum entstanden.

## Die ersten Schritte
Bereits 1894 hatte Gottfried de Purucker, Mitglied der theosophischen San-Diego-Loge, das Grundstück in Point Loma, nördlich der Bucht von San Diego, entdeckt und gedacht, dass hier ein theosophisches Zentrum entstehen sollte. Katherine Tingley war 1896, zunächst inoffiziell, Präsidentin der Theosophischen Gesellschaft in Amerika (TGinA) geworden, 1898 wurde sie dann auch offiziell gewählt. Als sie auf einer Weltreise im September 1896 im schweizerischen Genf Purucker erstmals begegnete, teilte dieser ihr seine Gedanken über den Landstrich in Point Loma mit. Tingley selbst träumte seit ihrer Kindheit von einer „weißen Stadt im Westen“, wo sie ihre weitreichenden Ideen verwirklichen konnte. Einzig aufgrund einer Handskizze Puruckers telegrafierte Tingley sofort in die USA, um den Kauf der Liegenschaft in die Wege zu leiten. Am 22. Januar 1897 wurde der Kaufvertrag unterzeichnet, damit war die TGinA Besitzer von 330 Acres (= etwa 132 Hektar) Land, das spätere Lomaland.

## Expansion
In den folgenden Jahren begann eine rege Bautätigkeit auf Lomaland, die ersten Wohn- und Verwaltungsbauten entstanden, und 1899 verlegte Tingley ihren Wohnsitz von New York nach Lomaland. Am 13. Februar 1900 übersiedelte auch die Universal Brotherhood and Theosophical Society (UBTS), so wurde die TGinA mittlerweile genannt, dorthin. Damit war Lomaland zur Zentrale der amerikanischen Theosophischen Gesellschaft geworden. Im Sommer 1900 konnte eine Raja-Yoga-Schule eröffnet werden, 1901 folgte ein Freilufttheater und etwas später ein Säulentempel nach griechischem Vorbild, 1914 eine Akademie und ein College mit angeschlossenen Internaten, sowie schließlich 1919 eine theosophische Universität. Neben etwa 500 Wohnungen entstanden im Lauf der Zeit u. a. ein Gästehaus, ein Theater, eine Textilfabrik, Tischlerei, Bäckerei und ein Verlagshaus mit angeschlossener Druckerei und Buchbinderei. Obst- und Gemüsegärten entstanden, die umliegenden Hügel wurden mit Bäumen und Sträuchern bepflanzt, Straßen, Wege und Plätze befestigt. Theosophen und Freunde aus aller Welt hatten sich in Lomaland angesiedelt und bildeten ein richtiges Dorf, eine Gemeinschaft.

### Die Schulen
Die Raja-Yoga-Schule, eine Art Grund- und Hauptschule, hatte anfangs mit 5 Schülern begonnen und wuchs bald auf über 300 Kinder an. Sämtliche Kinder wohnten in Internaten auf Lomaland. Schul- und Wohngeld wurde nur von jenen eingehoben, die es sich leisten konnten, viele Kinder aus ärmeren Familien wurden kostenlos unterrichtet. Zahlreiche Waisenkinder, u. a. aus dem Spanisch-Amerikanischen Krieg, fanden hier eine neue Heimat und Erziehung. Für die damalige Zeit völlig neu war, dass ein Lehrer in einer Klasse nur einen Gegenstand unterrichtete, und die Klassen bloß etwa 15–20 Schüler umfassten (im Gegensatz zu „normalen“ Schulklassen mit 40–50 Schülern). Die rein intellektuelle Wissensvermittlung wurde gemäß theosophischer Überzeugung abgelehnt, stattdessen eine Synthese von physischer, mentaler, moralischer und spiritueller Entwicklung verfolgt, welche Intellekt und Intuition gleichermaßen förderte. Neben sportlicher Ertüchtigung, dem Erleben der Natur durch Gartenarbeit und verpflichtender Hilfe in den Haushalten, lag ein Schwerpunkt auf der künstlerischen Betätigung. Die Schüler führten im Freilufttheater vor Publikum antike Dramen, aber auch solche von William Shakespeare, auf. Da jeder Schüler mindestens ein Musikinstrument am Isis-Konservatorium erlernte, konnte ab 1905 das erste Schulorchester der USA wöchentliche Konzerte geben und auf Tournee gehen. Dies und die Auftritte mehrerer Lomaland-Chöre machten Lomaland bekannt und berühmt.
Die 1914 errichtete Akademie und das College auf Lomaland, sollten die weiterführende Ausbildung der älteren Schüler gewährleisten. In diesem Sinne wurde 1919 auch eine Theosophische Universität, die sowohl eine Geistes- als auch eine Naturwissenschaftliche Fakultät beherbergte, errichtet.

### Der Verlag
Auch ein Verlag mit angeschlossener Druckerei und Buchbinderei war in Lomaland beheimatet, der Verlag änderte mehrmals seinen Namen, z. B. The Theosophical publishing company, Aryan theosophical press oder Theosophical university press. Er brachte in großer Stückzahl zahlreiche theosophische Werke, u. a. von Helena Blavatsky, William Quan Judge, Gottfried de Purucker oder Katherine Tingley heraus. Daneben wurden mehrere theosophische Zeitschriften, Lehrbücher, viele Prospekte und Flugzettel hergestellt.

### Produktion und Landwirtschaft
Eine eigene Lomaland-Textilfabrik stellte Schuluniformen her und sorgte für die wohnliche Ausgestaltung vieler Räumlichkeiten. Die Lomaland-Tischlerei fertigte Möbel, Einrichtungen und Gebrauchsgegenstände. Neben einer Bäckerei gab es eine Küche für alle Schüler und Bewohner Lomalands, wobei das Obst und Gemüse aus den eigenen Gärten kam. Diese Gärten stellten gleichzeitig Versuchsfarmen dar, in denen z. B. an der Kultivierung und Veredelung von Avocados oder Orangen zur Ertragssteigerung gearbeitet wurde. Avocados wurden überhaupt erst durch Lomaland in Kalifornien heimisch.

### Das theosophische Zentrum
Lomaland war von 1900 bis 1942 die Zentrale der Theosophischen Gesellschaft in Amerika (TGinA) und darüber hinaus ein theosophisches Weltzentrum. Von hier aus leiteten Katherine Tingley und ab 1929 Gottfried de Purucker die Geschicke der TGinA mit ihren Sektionen, Zentren, Logen und Schulen auf der ganzen Welt. In Lomaland wurden theosophische Kongresse und Vorträge gehalten, Lesungen und Schulungen durchgeführt und Gäste aus aller Welt empfangen.

## Probleme

### Anerkennung
Obwohl die Ausbildung an der theosophischen Lomaland-Universität vom kalifornischen Staat anerkannt wurde und zum Beispiel in Berkeley und bei der UCLA in höchstem Ansehen stand, akkreditierte das US-Bildungsministerium die Universität nie. Katherine Tingley selbst unternahm keinerlei Anstrengungen, die Akkreditierung zu erlangen, deshalb fand eine in Lomaland erworbene Graduierung nur in Kalifornien Anerkennung. Dies stellte für manche Studenten in späteren Jahren einen gravierenden Nachteil dar.

### Geld
Obwohl viele Arbeiten in und um Lomaland von Freiwilligen ohne Bezahlung durchgeführt wurden, mussten doch zum Teil ganz erhebliche laufende Kosten bestritten werden. Dazu unterlag die gesamte Theosophische Gesellschaft in Amerika (TGinA) und damit auch Lomaland normaler Steuerpflicht, einzig die Universität war als gemeinnützige Einrichtung davon ausgenommen. 1928 wurden die Grundsteuern massiv erhöht, was Lomaland hart traf. Im gleichen Jahr nahm die Finanzbehörde eine Neubewertung der Lomaland-Grundstücke vor, dadurch kam es zu einer weiteren Erhöhung der Steuerbelastung um 500 %. Die folgende Weltwirtschaftskrise 1929 vernichtete neben einem Großteil des Vermögens der kurz vorher verstorbenen Katherine Tingley, auch den Besitz zahlreicher Förderer und Gönner. Dazu kam, dass der Grundbesitz mit Hypotheken belastet war und infolge der Weltwirtschaftskrise die Grundstückspreise ins Bodenlose gefallen waren. So war Lomaland 1929 innerhalb kurzer Zeit praktisch Bankrott. Die Schulden häuften sich und Gottfried de Purucker, der Nachfolger Tingleys, musste immer mehr Grundstücke und Gebäude zu schlechten Bedingungen veräußern, nur um den Betrieb aufrechtzuerhalten. Durch weitreichende Sparmaßnahmen sah sich eine Reihe von Lomaland-Bewohnern, mehr oder weniger freiwillig, gezwungen, die Gemeinschaft zu verlassen, um nicht weiter zur Last zu fallen. Mit Hilfe von Freunden und Gönnern, gelang es schließlich, bis zum Jahr 1942 die Schulden zu begleichen.

### Schulen
An allen Ecken und Enden wurde gespart, am Schreibpapier ebenso wie beim Stromverbrauch oder beim Essen. Da sich viele Eltern, ebenfalls durch die Weltwirtschaftskrise betroffen, die Gebühren für das Internat auf Lomaland nicht mehr leisten konnten, gingen die Schülerzahlen drastisch zurück. Für die Raja-Yoga-Schule sowie die Akademie, welche bereits im April 1930 gemeinsam in Lomaland-Schule umbenannt worden waren, wurde deshalb der Internatszwang aufgehoben und auch Tagesschüler aufgenommen. Trotz einer Reduzierung des Schulgeldes blieben die Schülerzahlen niedrig und 1941 musste die Lomaland-Schule geschlossen werden. Einzig die Universität übersiedelte 1942 nach Covina und nahm noch bis 1950 Studenten auf. Beim folgenden Umzug nach Pasadena 1950/51 konnte sie aus Geldmangel nicht mit übersiedeln und stellte Mitte der 1950er-Jahre den Betrieb ein.

## Das Ende
Der Lomaland-Besitz lag in direkter Nachbarschaft zu einem Marine- und Luftwaffenstützpunkt der US-Streitkräfte in der Bucht von San Diego. Ende 1941, nach dem Angriff auf Pearl Harbor, wurde das Hauptquartier der US-Pazifikflotte dorthin verlegt. Aus Angst vor einer japanischen Invasion kam es zu Truppenstationierungen an der Westküste der USA, auch auf Lomaland wurden Geschützstellungen installiert. Dies weckte Befürchtungen, in kriegerische Handlungen hineingezogen zu werden. Auch war die Bausubstanz der Gebäude in einem schlechten Zustand und bedurfte dringend der Renovierung. Die dafür notwendigen Mittel standen nicht zur Verfügung und Gottfried de Purucker wollte keine Kreditgelder in ein kriegsgefährdetes Projekt stecken. Diese Unsicherheit führte schließlich Anfang 1942 zur Aufgabe von Lomaland und dem Verkauf des Besitzes. Die Theosophische Gesellschaft in Amerika übersiedelte am 29. Juni 1942 nach Covina bei Los Angeles.
Heute befindet sich auf dem Lomaland-Gelände die Point Loma Nazarene University. Die meisten Lomaland-Gebäude sind verschwunden und nur noch einige einsame Reste, das Freilufttheater und die weitläufigen Baumbestände erinnern an vergangene Zeiten.